# S-Bahn Kärnten
A S-Bahn Kärnten egy S-Bahn hálózat Karintia tartományban, Ausztriában. A hálózaton az S-Bahn forgalom 2010. december 12-én indult meg. Jelenleg kb. 400 km hosszúságú a hálózat, mely öt vonalból és négy buszjáratból áll, 95 kiszolgált állomással.

## Vonalak
| Járat          | Vonal                                                                    | Vasútvonal                                            | Járművek | Megnyitás |
| -------------- | ------------------------------------------------------------------------ | ----------------------------------------------------- | -------- | --- |
| S-Bahn Kärnten | Lienz – Spittal-Millstättersee – Villach Hbf – Klagenfurt Hbf – Friesach | Drautalbahn, Rosentalbahn, Rudolfsbahn                | ÖBB      | 2010. december 12. (Spittal-Millstättersee – Friesach), 2015. december 13. (Lienz – Spittal-Millstättersee)                         |
| S-Bahn Kärnten | Villach Hbf – Feldkirchen in Kärnten – St. Veit an der Glan              | Rudolfsbahn                                           | ÖBB      | 2011. december 11. |
| S-Bahn Kärnten | Weizelsdorf – Klagenfurt Hbf – Wolfsberg                                 | Rosentalbahn, Drautalbahn, Jauntalbahn, Lavanttalbahn | ÖBB      | 2011. augusztus 1. (Klagenfurt – Weizelsdorf), 2017. december 10. (Klagenfurt – Wolfsberg)                                          |
| S-Bahn Kärnten | Villach Hbf – Arnoldstein – Hermagor                                     | Rudolfsbahn, Gailtalbahn                              | ÖBB      | 2016. december 11. |
| S-Bahn Kärnten | Villach Hbf – Rosenbach                                                  | Villach–Rosenbach-vasútvonal                          | ÖBB      | 2021. december 12-től mint S5, 10. Juni 2012. június 10-től 2021. december 11-ig mint S2 Rosenbach – Villach – St. Veit an der Glan |

### S-Buszok
| Járat | Útvonal                                                       | Üzemeltető      | Megnyitás       | Megjegyzés                                                                                            |
| ----- | ------------------------------------------------------------- | --------------- | --------------- | --- |
| SB1   | Klagenfurt Hbf – Völkermarkt – Griffen                        | Postbus         | 2020 szeptember | 7 buszjárat irányonként hétfőtől péntekig a reggeli/délutáni járatokon.                               |
| SB2   | Villach Hbf – Sankt Jakob im Rosental – Weizelsdorf – Ferlach | Postbus         | 2020 szeptember | 6 buszjárat irányonként hétfőtől péntekig a reggeli/délutáni járatokon.                               |
| SB3   | Hermagor – Kötschach-Mauthen                                  | Kärntner Linien | 2020 szeptember | 3 vagy 5 buszjárat irányonként hétfőtől péntekig a reggeli/délutáni járatokon, az 5058-as soron kívül |
| SB4   | Klagenfurt Hbf – Moosburg (Kärnten) – Feldkirchen in Kärnten  | Postbus         | 2020 december   | 14 vagy 15 buszjárat irányonként hétfőtől péntekig az 5230-as soron kívül                             |